# BusinessEurope
BusinessEurope est une association patronale européenne et un lobby qui défend les intérêts des employeurs d'entreprises privées auprès de l'Union européenne.
Elle indique regrouper 42 organisations nationales d'entreprises de 36 pays d'Europe dont pour les pays francophones le Medef en France, la Fédération des entreprises de Belgique (FEB-VBO) pour les trois régions belges, et la Fédération des entreprises suisses.

## Histoire
L'association a porté successivement plusieurs noms au cours de son histoire. Créé sous le nom originel d'Union des industries des pays de la communauté européenne (UNICE), celle-ci a été renommée « BusinessEurope » sous la présidence d'Ernest-Antoine Seillière (ancien président du Medef en 2007),.
En septembre 1949, Robert Marjolin, secrétaire général de l'Organisation européenne de coopération économique, créé le Conseil des fédérations industrielles d'Europe (CIFE). Cette organisation rassemble l'ensemble des organisations patronales des 18 pays membres de l'OECE.
En 1950, le président du Conseil national du patronat français (CNPF) Georges Villiers propose de regrouper au sein du CIFE les organisations nationales des pays concernées par le projet de CECA. L'opposition des patrons du Royaume-Uni bloque la réalisation du projet durant 2 ans. Le 4 novembre 1952 celui-ci aboutit avec la fondation d'une nouvelle organisation, l'Union des industries des pays de la communauté européenne (UNICE), mais dont l'arrivée est trop tardive pour remplir son objectif initial : le suivi du plan Schuman, entré en vigueur le 23 juillet 1951.
L'UNICE se saisit de la question de la communauté européenne de défense en 1954. Son rejet par le Parlement français en août marque un coup d'arrêt des travaux de l'organisation européenne, dont la suspension est actée en novembre 1956. 
Le 1er mars 1958, l'organisation devient l'Union des Industries de la communauté européenne et se donne pour objectif de suivre les conséquences politiques du Traité de Rome. 
En 2010, BusinessEurope a également reçu le titre de « Worst Climate Lobbying » (Pire lobbying sur le climat) à l'occasion de la remise des Worst EU Lobbying Awards.

## Objet de l'association
Elle est l'un des trois partenaires sociaux européens reconnus par la Commission européenne pour participer au dialogue social européen.
Elle représente les employeurs du secteur privé, tandis que le Centre européen des entreprises à participation publique et des entreprises d'intérêt économique général représente les employeurs publics et la Confédération européenne des syndicats représente les salariés.
Elle exerce des actions de lobby auprès des institutions européennes afin d'influencer la législation en faveur des intérêts de ses membres. BusinessEurope joue notamment un rôle de premier plan dans la mise en avant de politiques d'austérité au niveau européen.
L'association Greenpeace a également démontré que ce lobby du patronal d'Europe et des États-Unis, notamment sous la présidence de Pierre Gattaz, entend faire échouer le projet d’« introduire des objectifs climatiques plus ambitieux au niveau de l’Union européenne à l’horizon 2030 ».

## Organisation, gouvernance
L'organisation est placée sous l'autorité de son directeur général, Markus J. Beyrer, et de son président, actuellement Fredrik Persson.
Elle a été présidée par, :
- 1958 - 1961 : Léon-Antoine Bekaert (Belgique)
- 1961 - 1962 : Georges Villiers (France)
- 1962 - 1967 : H.J de Koster (Pays-Bas)
- 1967 - 1971 : Fritz Berg (Allemagne)
- 1971 - 1975 : Paul Huvelin (France)
- 1975 - 1980 : Pol Provost (Belgique)
- 1981 - 1983 : Guido Carli (Italie)
- 1984 - 1986 : Ray Pennock (Royaume-Uni)
- 1986 - 1990 : Karl Gustaf Ratjen, ou Karl-Gustav Ratjen (Allemagne)
- 1990 - 1994 : Carlos Ferrer Salat (Espagne)
- 1994 - 1998 : François Perigot (France)
- 1998 - 2003 : Georges Jacobs (Belgique)
- 2003 - 2005 : Jürgen Strube (Allemagne)
- 2005 - 2009 : Ernest-Antoine Seillière (France)
- 2009 - 2013 : Jürgen Thumann (Allemagne)
- 2013 - 2018 : Emma Marcegaglia (Italie)
- 2018 - 2022 : Pierre Gattaz (France)
- depuis juillet 2022 : Fredrik Persson (Suède)

### Organisations membres
- Membres dans des pays en dehors de l'Union européenne

| Pays        | Organisation(s)                                                    |
| ----------- | ------------------------------------------------------------------ |
| Autriche    | Industriellenvereinigung                                           |
| Belgique    | Fédération des entreprises de Belgique                             |
| Bulgarie    | Bulgarian Industrial Association – Union of the Bulgarian Business |
| Suisse      | Économiesuisse                                                     |
| Suisse      | Union patronale suisse                                             |
| Chypre      | Cyprus Employers & Industrialists Federation                       |
| Tchéquie    | Confederation of Industry of the Czech Republic                    |
| Allemagne   | Fédération des industries allemandes                               |
| Allemagne   | Bundesvereinigung der Deutschen Arbeitgeberverbände                |
| Danemark    | Confédération de l'Industrie danoise (Dansk Industri)              |
| Danemark    | Confédération des Employeurs danois (Dansk Arbejdsgiverforening)   |
| Estonie     | Estonian Employers' Confederation                                  |
| Espagne     | Confederación Española de Organizaciones Empresariales             |
| Finlande    | Confederation of Finnish Industries                                |
| France      | Mouvement des entreprises de France                                |
| Grèce       | Hellenic Federation of Enterprises                                 |
| Croatie     | Hrvatska Udruga Poslodavaca                                        |
| Hongrie     | Confederation of Hungarian Employers and Industrialists            |
| Irlande     | Irish Business and Employers Confederation                         |
| Islande     | The Federation of Icelandic Industries                             |
| Islande     | Confederation of Icelandic Employers                               |
| Italie      | General Confederation of Italian Industry                          |
| Lituanie    | Lietuvos pramonininku konfederacija                                |
| Luxembourg  | Business Federation Luxembourg                                     |
| Lettonie    | Employers' Confederation of Latvia                                 |
| Monténégro  | Montenegrin Employers Federation                                   |
| Malte       | The Malta Chamber of Commerce Enterprise                           |
| Pays-Bas    | Confederation of Netherlands Industry and Employers                |
| Norvège     | Confederation of Norwegian Enterprise                              |
| Pologne     | Polish Confederation Lewiatan                                      |
| Portugal    | Confederação da Indústria Portuguesa                               |
| Roumanie    | Concordia                                                          |
| Serbie      | Unija poslodavaca Srbije                                           |
| Slovénie    | Association of Employers of Slovenia                               |
| Slovaquie   | National Union of Employers (Slovakia)                             |
| Saint-Marin | Associazione Nazionale dell'Industria Sammarinese                  |
| Suède       | Confederation of Swedish Enterprise (en)                           |
| Turquie     | Turkish Industrialists' and Businessmen's Association              |
| Turquie     | Turkish Confederation of Employer Associations                     |
| Ukraine     | Federation of Employers of Ukraine                                 |
| Ukraine     | Union of Ukrainian Entrepreneurs                                   |
| Royaume-Uni | Confederation of British Industry                                  |

## Positions en matière de responsabilité sociale et environnementale

### Concernant l'environnement, la biodiversité et le climat
En 2014, selon son site internet, BusinessEurope estime « ambitieux » les objectifs 3 X 20 à horizon 2020 du Paquet climat-énergie de l'UE 2007 de réduction des émissions de gaz à effet de serre, et d'accroissement de la part des énergies renouvelables et d'amélioration de l'efficacité énergétique, qui a - selon l'association - « déclenché un programme politique et législatif avec de lourdes conséquences pour les entreprises européennes. Pour les entreprises, il est essentiel d'opérer dans un cadre politique de l'UE qui soit prévisible et qui intègre la protection du climat, la sécurité énergétique ainsi que les problèmes de compétitivité »
Selon BusinessEurope (20140, l'ordre du jour politique de l'UE devrait notamment :
- mettre en œuvre une bourse du carbone via le schéma révisé UE Emission Trading (ETS), « en veillant à ce qu'il ne nuise pas à la compétitivité de l'industrie européenne » [11];
- favoriser un accord climatique « véritablement global et équilibré, y compris avec les grands émetteurs de la planète » ;
- « développer une politique globale européenne de l'énergie, avec création d'un cadre stratégique clair, nécessaire pour définition d'une politique climatique cohérente et efficace »[11] ;
- renforcer les capacités européennes de recherche et de technologies dans le domaine des faible émission de carbone[11] ;
- exploiter « toutes les possibilités d'efficacité énergétique les plus rentables » entrant dans le cadre de « entreprise, consommateurs et le secteur public »[11] ;
- faciliter, réformer et étendre les mécanismes de flexibilité du Protocole de Kyoto (Mécanisme de développement propre et application conjointe) pour apporter une contribution à la protection du climat[11].

Le site d'informations Euractiv publie en 2018 un document interne de BusinessEurope, qui montre que le lobby développe une stratégie de communication pour contrer les arguments favorables à un plus grand effort en matière de réduction des gaz à effet de serre au sein de l'UE. Le lobby incite ainsi les patrons à «Être plutôt positif tant qu’il s’agit d’une déclaration politique qui n’a pas d’implications pour la législation européenne en vue de 2030», «s’opposer à l’augmentation des ambitions, en utilisant les arguments habituels que nous ne pouvons agir seuls dans un marché mondialisé et qu’on ne peut pas compenser pour les autres, etc.», «remettre en question le processus de décision en demandant plus de transparence dans les calculs, la réalisation d’une étude d’impact, le risque de créer de l’instabilité». Le mémo suggère également de "«minimiser le sujet en argumentant que la formalisation d’une ambition supplémentaire […] n’est pas ce qui compte le plus. Le plus important est de pousser d’autres grandes économies à s’aligner sur les ambitions européennes, faire que la transition dans l’UE soit un succès. Pour cela, nous avons besoin de stabilité pour mobiliser les investissements».

## Activité de lobbying auprès des institutions de l'Union européenne
BusinessEurope est inscrit depuis 2009 au registre de transparence des représentants d'intérêts auprès de la Commission européenne, et déclare en 2017 pour cette activité des dépenses annuelles d'un montant compris entre 4 000 000 et 4 250 000 euros.